# Famine chinoise de 1928-1930

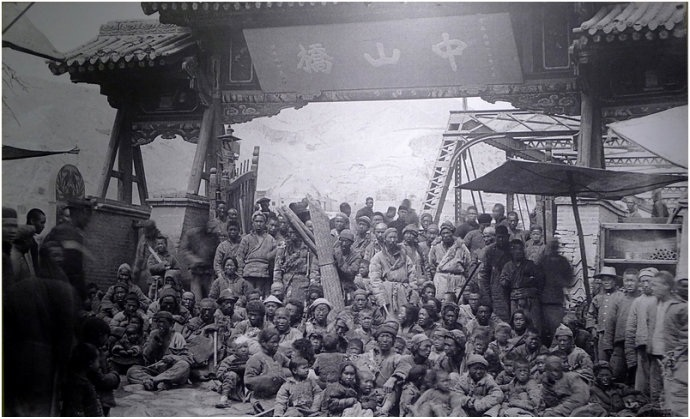
Image de la famine de Gangsu

La famine chinoise de 1928-1930 s'est produite sous la République de Chine (1912-1949), lorsque la sécheresse a frappé le nord-ouest et le nord de la Chine, notamment dans les provinces Henan, Shaanxi et Gansu. On estime qu'environ 3 millions de personnes sont mortes dans la famine. L'inefficacité de l'aide a été signalée comme un facteur aggravant la famine,.